# Cerro Limón
Cerro Limón är en ort i Mexiko.   Den ligger i kommunen San Luis Acatlán och delstaten Guerrero, i den sydöstra delen av landet, 280 km söder om huvudstaden Mexico City. Cerro Limón ligger 936 meter över havet och antalet invånare är 274.
Terrängen runt Cerro Limón är huvudsakligen kuperad. Cerro Limón ligger uppe på en höjd. Runt Cerro Limón är det ganska glesbefolkat, med 45 invånare per kvadratkilometer. Närmaste större samhälle är San Luis Acatlán, 12,2 km söder om Cerro Limón. I omgivningarna runt Cerro Limón växer huvudsakligen savannskog.